# Karl Arnold von Hompesch

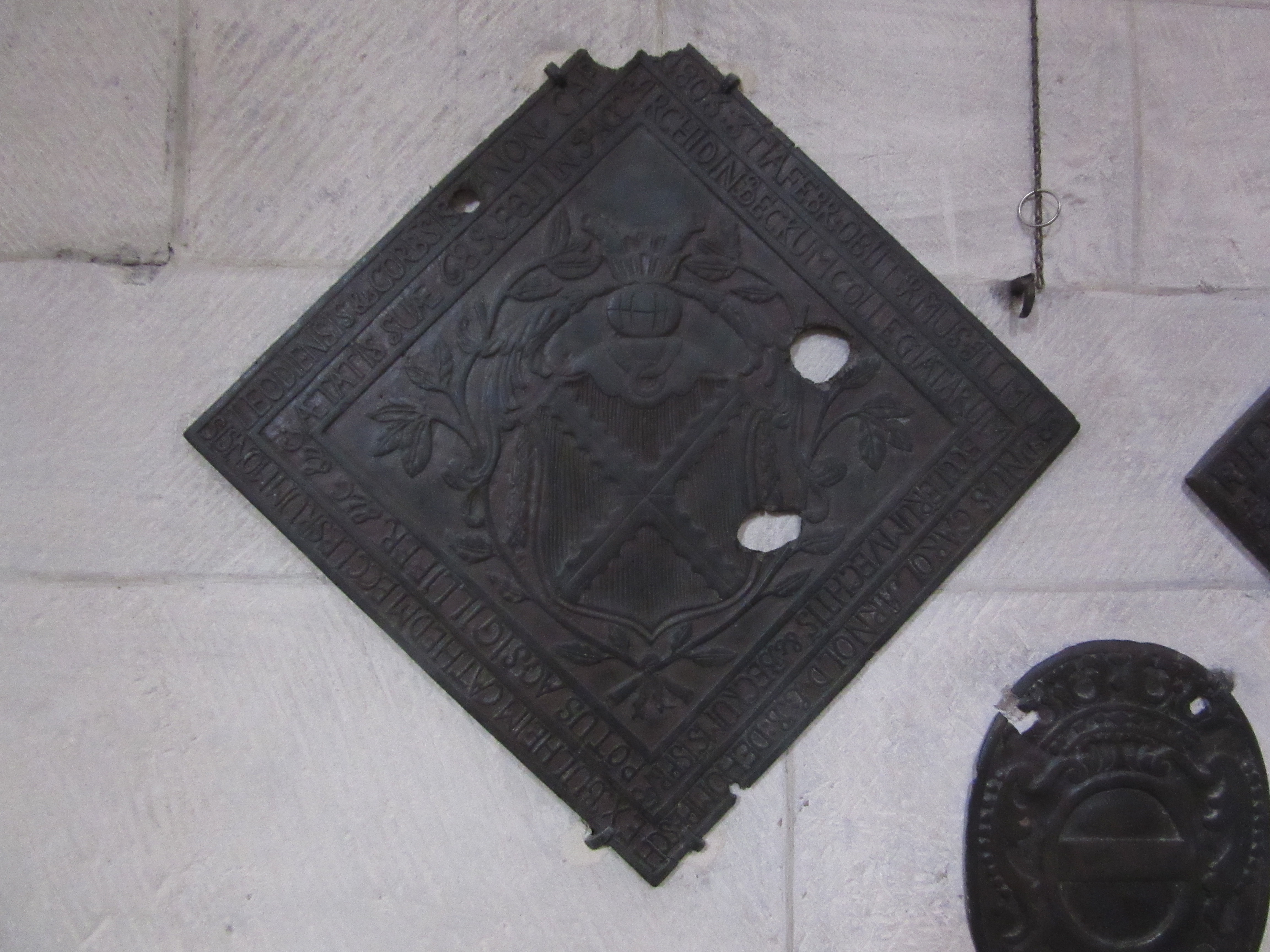
Bronzeepitaph des Carl Arnold von Hompesch im Dom zu Münster

Karl Arnold von Hompesch (* 28. April 1736; † 3. Februar 1803 in Münster) war Domherr verschiedener Domstifte, Propst und Montanunternehmer.

## Familie
Er entstammte dem Adelsgeschlecht von Hompesch und war Sohn des Johann Wilhelm von Hompesch zu Bollheim sowie seiner Gattin Isabella Francisca geb. von Bylandt zu Rheydt. Ferdinand von Hompesch zu Bolheim (1744–1804), Großmeister des Malteserordens, und  der bayerische Finanzminister Franz Karl Joseph Anton von Hompesch zu Bolheim (1735–1800) waren seine Brüder.
Der Neffe Johann Wilhelm von Hompesch zu Bolheim (1761–1809) wurde ebenfalls bayerischer Finanzminister. Die Nichte Auguste Elisabeth von Hompesch (1763–1785) heiratete Graf Carl-Wilhelm Franz-Xaver von Spee (1758–1810). Beide sind die Urgroßeltern des in der neueren deutschen Geschichte bekannt gewordenen Admirals Graf Maximilian von Spee, der 1914 mit seinen beiden Söhnen im Seegefecht bei den Falklandinseln umkam.

## Kirchliche Ämter
1762 erhielt Hompesch Stellen als Domkanoniker in Münster und Lüttich. Im Jahr 1772 folgte eine weitere Domherrenstelle in Eichstätt. Er wurde 1774 zum Propst von Saint-Feuillien in Fosses-la-Ville gewählt. Im Zusammenhang mit dem Ersten Koalitionskrieg musste er 1792 fliehen und lebte fortan in Münster. Im Jahr 1799 wurde er zum Siegler des Bistums Münster ernannt. Dafür erhielt er eine Besoldung von etwa 396 Reichstalern.

## Montanindustrie
Er war der Gründer der Linneper Hütte (heute Teil von Sundern im Sauerland). Im Jahr 1784 hatte er bereits Mutungen auf Eisenstein am Ramberg gegenüber der Hütte durchführen lassen. Das Bergamt Olpe belehnte ihn 1787 mit der Hütte. Bergleute der Grube wohnten nachweisbar 1796 im Ort Linneper Hütte. Daneben ließ er Mutungen bei Hellefeld, Endorf und Seidfeld durchführen. Auch ging er Verträge mit Bergleuten aus Hagen ein. Dies diente dazu, die Rohstoffbasis der Hütte zu sichern. Spätestens 1780 verkaufte er den größten Anteil an dem Montanbesitz insbesondere an die Familie von Lüninck.